# 윗 비셀
윗 비셀(Whit Bissell, 1909년 10월 25일~1996년 3월 5일)은 미국의 배우, 연극 배우, 텔레비전 배우, 영화배우이다.

## 방송
- 타임 터널

## 영화
- 아이크 (1979년)
- 케이시의 그림자 (1978년)
- 두 얼굴의 사나이 - 시리즈 (1978년)
- 라스트 모히칸 (1977년)
- 형사 Q (1976년)
- 사이코 킬러 (1975년)
- 소일렌트 그린 (1973년)
- 짤즈버그 커넥션 (1972년)
- 부부 (1972년)
- 에어포트 (1970년)
- 닥터 웰비 (1969년)
- 5 카드 스터드 (1968년)
- 아이언 사이드 (1967년)
- 타임 터널 (1966년)
- 우리 생애 나날들 (1965년)
- 위스키 전쟁 (1965년)
- 웨어 러브 해스 곤 (1964년)
- 세븐 데이스 인 메이 (1964년)
- 허드 (1963년)
- 버드맨 오브 알카트라즈 (1962년)
- 청춘의 모험 (1962년)
- 맨츄리안 켄디데이트 (1962년)
- 타임 머신 (1960년)
- 황야의 7인 (1960년)
- 워락 (1959년)
- 네버 소 퓨 (1959년)
- 교정의 괴물 (1958년)
- 검은 난초 (1958년)
- 흑과 백 (1958년)
- 서부의 파라딘 (1957년)
- 페리 메이슨 (1957년)
- 잇 워즈 어 틴에지 웨어울프 (1957년)
- 젊은 이방인 (1957년)
- OK 목장의 결투 (1957년) - 존 P. 크럼 역
- 외계의 침입자 (1956년)
- 샤이안 (1955년)
- 심판 (1955년)
- 필사의 도망자 (1955년)
- 디즈니랜드 (1954년) - 고베너 트라이언 역
- 타겟 어스 (1954년)
- 클라이막스! (1954년)
- 라이오트 인 셀 블락 11 (1954년)
- 해양 괴물 (1954년) - 에드윈 톰슨 역
- 평범한 여인의 행복 (1954년)
- 케인호의 반란 (1954년) - Lt. Comdr. 딕슨 M.D. 역
- 스커트 어호이 (1952년)
- 로스트 컨티넌트 (1951년)
- 전사의 용기 (1951년)
- 사이드 스트리트 (1950년)
- 웬 윌리 컴스 매칭 홈 (1950년)
- 론 레인저 - 49년 시리즈 (1949년)
- 스튜디오 원 (1948년)
- 히 워키드 바이 나이트 (1948년)
- 댓 레이디 인 어민 (1948년)
- 로 딜 (1948년)
- 잔인한 힘 (1947년)
- 이중 생활 (1947년)
- 썸웨어 인 더 나잇 (1946년)
- 데스티네이션 도쿄 (1943년)
- 시 호크 (1940년)